# Ooigem
Ooigem (vls. Oeigem) – dzielnica (deelgemeente) gminy Wielsbeke w Belgii, w Regionie Flamandzkim, w prowincji Flandria Zachodnia, w okręgu Tielt. 1 stycznia 2020 roku liczyła 3443 mieszkańców. Do 31 grudnia 1976 samodzielna gmina.

## Demografia
Liczba mieszkańców, stan na 1 stycznia:
| Rok                | 1930 | 1961 | 2020 |
| ------------------ | ---- | ---- | ---- |
| Liczba mieszkańców | 1693 | 2447 | 3443 |